# Arima maritima
Arima maritima là một loài bọ cánh cứng trong họ Chrysomelidae. Loài này được Bua miêu tả khoa học năm 1953.